# Isabel de Salm-Salm
Isabel de Salm-Salm (13 de fevereiro de 1903 – 10 de janeiro de 2009) era membro da casa principesca de Salm-Salm e Princesa de Salm-Salm por nascimento. Através de seu casamento com Felix, Barão de Loë, Isabel também era Baronesa de Loë.

## Biografia
Isabel nasceu em Potsdam, no Reino da Prússia, no Império Alemão, a filha mais velha de Emanuel, Príncipe Herdeiro de Salm-Salm e sua esposa, a arquiduquesa Maria Cristina da Áustria.

## Casamento e filhos
Isabel casou-se com Felix, Barão de Loë, filho de Frederico Leopoldo, Barão de Loë e da Condessa Paula von Korff, em 8 de setembro de 1925 em Anholt. Isabel e Felix tiveram sete filhos:
1. Frederico, Barão von Loë (nascido em 8 de junho de 1926) casou com Inez, Baronesa von Boeselager
2. Cristina, Baronesa von Loë (nascida em 31 de julho de 1927) casou-se com o príncipe Johannes de Löwenstein-Wertheim-Rosenberg
3. Wessel, Barão von Loë (nascido em 8 de agosto de 1928) casou-se com a condessa Sophie von Waldburg-Zeil-Hohenems
4. Isabel, Baronesa von Loë (nascido em 15 de março de 1930) casou-se com Philipp, Baron Wambolt von Umstadt
5. Paula, Baronesa von Loë (1 de março de 1931 – 29 de outubro de 1950)
6. Francisco, Barão von Loë (nascido em 24 de outubro de 1936) casou-se com a condessa Josepha von Magnis
7. Maria Rosa, Baronesa von Loë (nascido em 3 de junho de 1939) tem um filho

## Títulos e estilos
- 13 de fevereiro de 1903 - 8 de setembro de 1925: Sua Alteza Sereníssima, a Princesa Isabel de Salm-Salm
- 8 de setembro de 1925 - 10 de janeiro de 2009 : Sua Alteza Sereníssima, a Princesa Isabel, Baronesa von Loë